# Anita Rywińska
Anita Rywińska – polska biotechnolożka, profesor nauk biologicznych.

## Życiorys
Stopień doktora nauk biologicznych uzyskała na Akademii Rolniczej we Wrocławiu w 2002 roku na podstawie pracy pt. Wpływ warunków ciągłej biosyntezy kwasu cytrynowego oraz sposobu przechowywania na drożdże Yarrowia lipolytica. Habilitowała się na Uniwersytecie Przyrodniczym we Wrocławiuw dziedzinie nauk biologicznych w 2011 roku. Uzyskała tytuł profesora nauk biologicznych w 2019 roku. 
Od 2002 roku pracuje na Uniwersytecie Przyrodniczym we Wrocławiu. 

## Dorobek naukowy
Zajmuje się biotechnologią oraz technologią żywności i żywienia. Zgłosiła 4 patenty 2015 i 2018 roku, wszystkie były związane ze sposobem otrzymywania erytrytolu.